# Переполох (фильм, 1975)
«Переполох» (груз. აურზაური სალხინეთში) — комедия 1975 года, снятая режиссёром Ланой Гогоберидзе на киностудии «Грузия-фильм».

## Сюжет
В сонный городок в Восточной Грузии, где основным интересом жителей является еда, возвращается его уроженка Макро, ставшая известной актрисой. У неё есть коллекция картин, которую она хочет передать родному городу в дар. Появление энергичной Макро изменяет жизнь горожан. Её удаётся устроить личную жизнь племянницы и открыть в местном ресторане музей.

## В ролях
- Надежда Харадзе — Макро
- Софико Чиаурели — Тамро
- Георгий Гегечкори — Датико, артист-трагик
- Гия Авалишвили — Витя, художник
- Зураб Кикалейшвили — Ричард, культработник
- Джемал Гаганидзе —товарищ Арчил, начальник
- Кахи Кавсадзе — Сашико
- Гега Кобахидзе — сын Сашико (в титрах указан как Гела Кобахидзе)
- Инга Гигаури — дочь Сашико
- Нино Малазония — дочь Сашико
- Нино Ананиашвили — дочь Сашико
- Марина Тбилели — сплетница
- Дмитрий Такайшвили — Эстате, пенсионер
- Баадур Цуладзе — член жюри конкурса поваров
- Ясон Бакрадзе — член жюри конкурса поваров

## Съёмочная группа
- Оператор: Ломер Ахвледиани
- Композитор: Нодар Габуния
- Режиссёр: Лана Гогоберидзе
- Сценарист: Заира Арсенишвили, Лана Гогоберидзе